# Peripatus brolemanni
Peripatus brolemanni är en klomaskart som beskrevs av Eugène Louis Bouvier 1899. Peripatus brolemanni ingår i släktet Peripatus och familjen Peripatidae. Inga underarter finns listade i Catalogue of Life.